# WPBSA Q Tour 2021-2022
Il WPBSA Q Tour 2021-2022 è una serie di quattro eventi amatoriali di snooker (più un evento Play-off), che si disputeranno dal novembre 2021 al marzo 2022, nel Regno Unito.

## Calendario
| Date                       | N° evento | Città       | Impianto                  | Vincitore | Finalista | Risultato | Note |
| -------------------------- | --------- | ----------- | ------------------------- | --------- | --------- | --------- | ---- |
| dal 19 al 21 novembre 2021 | Evento 1  | Brighton    | Castle Snooker Club       |           |           |           |      |
| dal 10 al 12 dicembre 2021 | Evento 2  | Llanelli    | Terry Griffiths Mathcroom |           |           |           |      |
| dal 28 al 30 gennaio 2022  | Evento 3  | Leicester   | Winchester Snooker Club   |           |           |           |      |
| dal 18 al 20 marzo 2022    | Evento 4  | Leeds       | Northern Snooker Centre   |           |           |           |      |
| da definire                | Play-off  | da definire | da definire               |           |           |           |      |